# Getsuyōbi no Tawawa
Getsuyōbi no Tawawa (月曜日のたわわ lit. Tawawa el lunes?) es una colección de ilustraciones japonesas (la mayoría no conteniendo diálogo) de Kiseki Himura. Himura ha posteado una ilustración en su cuenta de Twitter cada lunes desde febrero de 2015 y ha posteado más de 80 ilustraciones. El propósito original de estas ilustraciones era promover una motivación positiva hacia los trabajadores y estudiantes los lunes en la mañana, ya que el rol de los estudiantes y trabajadores está reflejado en los personajes de Ai y el asalariado respectivamente. Además de Ai, la historia de varias otras chicas también son ilustradas cada lunes. Hasta el momento, tres libros de compilaciones han sido publicados por el mismo Himura, el primero fue publicado el 31 de diciembre de 2015 en el Comit Market 89. El segundo fue publicado en el Comit Market 90 y el tercero fue publicado en el Comit Market 91.
Una adaptación al manga empezó a publicarse el 16 de noviembre de 2020 en la revista Young Magazine de Kodansha.
La producción de la segunda temporada de la serie, misma que fue estrenada el 19 de septiembre del 2021 con la emisión de su primer episodio en la plataforma japonesa ABEMA. La serie contó con 12 episodios episodios los cuales fueron emitidos hasta 6 de diciembre de 2021 
También se reveló que los paquetes físicos Blu-ray/DVD, que saldrán a la venta el 13 de diciembre de 2021, incluirán un OVA con un episodio extra de la serie.

## Sinopsis
La trama se centra alrededor de distintos personajes, pero principalmente, se centra en una chica de secundaria llamada Ai quien ve a un oficinista en la estación de tren cada lunes en la mañana. El hombre de alguna manera actúa como el guardaespaldas de Ai, quien la protege de otros pasajeros a bordo del tren lleno de gente.

## Personajes

### Episodios 1, 3, 4, 5, 7, 8, 9, 10 11 y  12
- Ai (アイちゃん, Ai-chan)

 Seiyū: Sayaka Harada
Una chica encantadora que asiste al instituto los lunes más temprano por la mañana debido al comité institucional. Luego de causarle un accidente a Onii-san, ella le pregunta si puede actuar como su guardaespaldas cuando aborda el tren los lunes por la mañana para ir al instituto. Es muy popular y de todos sus aspectos, lo que más resalta de ella son sus enormes pechos. Siempre suele darle un botón de sus camisas (los cuales se salen por accidente) a Onii-san como amuletos de buena suerte para sus duros días de trabajo.
- Hermano Mayor (お兄さん, Onii-san)

 Seiyū: Junji Majima
Un asalariado que está cansado de su vida y que la única pequeña alegría que tiene es ver a Ai-chan todos los lunes, además, su motivación es recibir botones de la camisa de Ai-chan que ella le entrega con gusto para motivarlo a trabajar. Suele pasar sus días libres jugando videojuegos.
- Anunciador (アナウンス Anaunsu)

Seiyū: Kōichi Sōma

### Episodios 2 y 6
- Júnior (後輩ちゃん, Kōhai-chan)

 Seiyū: Ai Kayano
Una mujer adulta de pecho enorme que trabaja junto a su Senpai en una empresa como asalariada. Siempre es entusiasta y a veces puede ser algo torpe o despistada, pero es muy confiable.
- Superior (先輩, Senpai)

 Seiyū: Yasuaki Takumi
Un hombre asalariado el cual siempre es el encargado de hacer todo el trabajo en su empresa, aun así, es muy responsable y siempre acepta la ayuda de su kohai cuando puede.

### Episodio 3
- Trainer (トレーナーさん Trainer-san)

 Seiyū: Minami Tsuda
Una chica que ayuda como instructora en un gimnasio. Ella es amable, y sabe perfectamente que la clave del ejercicio es la calma y paciencia, y no apresurarse en ejercitarse, por lo que siempre es una muy buena instructora
- Manager (課長 Kachō)

 Seiyū: Kōichi Sōma
Es un jefe de empresa y el jefe de Onii-san. En un principio, es muy duro con sus empleados, en especial cuando hacen mal sus informes. Pero una vez que va a un gimnasio y conoce a Trainer-san, se vuelve más paciente, amable, y con mucho tacto.

### Episodio 5 y 10
Voleibol (バレー部ちゃん Barēbu-chan)
Seiyū: Shizuka Ishigami
Enfermera de la Escuela (保健室の先生 Hoken-shitsu no Sensei)
Seiyū: Yō Taichi

### Episodio 6
Empleada Femenina (女性社員 Joshi Shain)
Seiyū: Lynn

### Episodio 8
Dentista (歯科衛生士さん Shika Eiseishi-san)
Seiyū: Mamiko Noto
Asistente del Dentista (歯科助手 Shika Joshu)
Seiyū: Minami Shinoda
Dentista Masculino (男性歯科医師 Dansei Shika Ishi)
Seiyū: Ryūnosuke Watanuki

### Episodio 11
Tokumori (徳森さん Tokumori-san)
Seiyū: Hisako Kanemoto

## Medios de comunicación

### Anime Web
Una adaptación a anime se emitió desde el 10 de octubre al 26 de diciembre de 2016. La serie consiste de 12 episodios de 4 minutos de duración, los cuales son transmitidos en línea gratuitamente en la cuenta oficial de YouTube de NBCUniversal Entertainment Japan cada lunes siguiendo la rutina de las ilustraciones originales. Kōsuke Murayama dirige el anime y Hiroyuki Yoshii adapta el diseño original de Kiseki Himura, mientras Pine Jam produce la serie. Sayaka Harada y Junji Majima hacen las voces de Ai y el hombre respectivamente. Harada también canta el opening "Otome no Tawawa" (乙女のたわわ) bajo el nombre de su personaje.
Un día después de que NBCUniversal Entertainment Japan posteara el primer episodios, el video fue retirado de YouTube, indicando que el video violaba sus Normas de la Comunidad. El autor Kiseki Himura se disculpó con sus fanes en Twitter y a pesar de que dijo que el anime no sería resubido a YouTube, el anunció vía su Twitter 2 días después de que el primer episodios fue restaurado y subido vía el mismo canal - ahora bajo el nombre NBCUniversal Anime/Music - cuenta de YouTube.
La segunda temporada fue estrenada el 19 de septiembre del 2021 con la emisión de su primer episodio en la plataforma japonesa ABEMA, La serie contará con 12 episodios los cuales serán emitidos todos los lunes.

#### Lista de episodios
| Núm.     | Título | Fecha de emisión                                                                                           |
| -------- | --- | --- |
| 1        | "Tawawa el Lunes" "Getsuyōbi no Tawawa" (月曜日のたわわ) | 10 de octubre de 2016 (original) 13 de octubre de 2016 (resubido) 17 de octubre de 2016 (NicoNico Channel) |
| 2        | "Un confiable pero torpe Junior" "Shikkarimono no Tsumori da ga Suki no Ōi Kōhai" (しっかり者のつもりだがスキの多い後輩) | 17 de octubre de 2016                                                                                      |
| 3        | "Tawawa Sports" | 24 de octubre de 2016                                                                                      |
| 4        | "Ángel del Blue Monday" "Burūmandē no Tenshi" (ブルーマンデーの天使) | 31 de octubre de 2016                                                                                      |
| 5        | "Ai-chan y la medición física de la batalla decisiva" "Ai-chan to Kessen no Karada Sokutei" (アイちゃんと決戦の身体測定) | 7 de noviembre de 2016                                                                                     |
| 6        | "La no tan invulnerable Junior" "Mimochi no Katai Tsumori da ga Guard no Yurui Kōhai" (身持ちの堅いつもりだがガードの緩い後輩) | 14 de noviembre de 2016                                                                                    |
| 7        | "Ai-chan y un verano de recuerdos" "Ai-chan to Hitonatsu no Omoide" (アイちゃんと一夏の思い出) | 21 de noviembre de 2016                                                                                    |
| 8        | "Un absolutamente eficaz asesino de dolor" "Zettai ni Yoku Kiku Chintsū-zai" (絶対によく効く鎮痛剤) | 28 de noviembre de 2016                                                                                    |
| 9        | "Ai-chan y el uniforme de pastelera" "Ai-chan to Pan-ya no Seifuku" (アイちゃんとパン屋の制服) | 5 de diciembre de 2016                                                                                     |
| 10       | "Ai-chan y la batalla contra el maratón" "Ai-chan to Maraton no Tatakai" (アイちゃんとマラトンの戦い) | 12 de diciembre de 2016                                                                                    |
| 11       | "Recordando con arrepentimiento cómo perdí completamente viéndola en su adolescencia" "Marumaru Minogashita Kanojo no Haitīn Jidai o Kōkai to Tomoni Sōzō suru Asobi" (丸々見逃した彼女のハイティーン時代を後悔と共に想像する遊び) | 19 de diciembre de 2016                                                                                    |
| 12       | "Ai-chan y el camino a la adultes" "Ai-chan to Otona no Kaidan" (アイちゃんと大人の階段) | 26 de diciembre de 2016                                                                                    |
| 13 (OVA) | "La descuidada pero amable Junior" "Ukkari-mono da ga Aisare Jōzu no Kawaii Kōhai" (うっかり者だが愛され上手の可愛い後輩) | 29 de diciembre de 2016                                                                                    |
| 14 (OVA) | "Ai-chan y el Private Film" "Ai-chan to Puraibēto Firumu" (アイちゃんとプライベートフィルム) | 29 de diciembre de 2016                                                                                    |

### Manga
En noviembre de 2020, una adaptación al manga comenzó a publicarse en la revista Young Magazine de Kodansha, escrita e ilustrada por el propio Kiseki Himura.
En la edición número 50 de la revista Weekly Young Magazine de la editorial Kodansha se anunció que serie de ilustraciones realizadas por Kiseki Himura, Getsuyoubi no Tawawa (también conocido como Tawawa on Monday),  inspirará una adaptación a manga que debutará en la revista el próximo 16 de noviembre (2020)
En la edición más reciente de la revista Weekly Young Magazine, se reveló que el manga escrito e ilustrado por Kiseki Himura, Getsuyoubi no Tawawa (Tawawa on Monday), ha superado las 250,000 copias en circulación acumuladas con solo un volumen recopilatorio publicado hasta la fecha. El anuncio también confirmó que el manga se reanudará en la próxima edición de la revista, programada para el próximo 21 de junio (2020) en Japón.
El manga de Kiseki Himura, "Getsuyoubi no Tawawa (Tawawa on Monday)", ha superado las 550,000 copias en circulación acumuladas. El tercer volumen recopilatorio será lanzado el próximo 6 de diciembre (2021) por Kodansha. 